# 青色寺
青色寺（せいしょくじ）は、徳島県三好市池田町佐野にある真言宗御室派の寺院。山号は宝珠山。本尊は延命地蔵菩薩。阿波西国三十三観音霊場（西部）20番札所。

## 歴史
創建は未詳。古くは往還寺と称していた。
1598年（慶長3年）に蜂須賀家政により伊予街道の駅路寺に指定され、駅路山往還寺と称した。1691年（元禄）4年仁和寺の直末となり中興、1702年（元禄）15年に青色寺に改号したとされ、1811年（文化8年）の『佐野村棟付帳』には青色寺と記載されている。
慶長期より毎年現米六石ずつを佐野・馬路両村の年貢米のうちに与えられ、藩主巡国のおりは休憩所・宿泊所として奉仕しており、1747年（延享4年）にはお目見えを許されたとされる。

## 交通
- JR土讃線阿波池田駅より車で約20分。
- 徳島自動車道「井川池田インターチェンジ」より車で約30分。

## 参考資料
- 徳島県三好郡 編『三好郡志』1924年。NDLJP:978767。
- 徳島県三好郡役所 編『三好郡志』名著出版、1972年（原著1924年）。全国書誌番号:73010658。